# Юзеф Костшевський
Юзеф Костшевський (пол. Józef Kostrzewski; 25 лютого 1885, Венґлево, гміна Победзиська, Познанський повіт, Великопольське воєводство, Польща — 19 листопада 1969, Познань, Польща) — польський археолог. Професор (1919), член Краківської АН (1928).

## Біографія
Народився в м. Веньчяєво (нині м. Веньчолєв, Польща). Навчався в Кракові (нині місто в Польщі) й Берліні (Німеччина). 1918 року захистив докторську дисертацію у Львівському університеті. Один із засновників Познанського університету. 1920 виступив засновником Польського археологічного товариства (був його багаторічним головою). Організатор і редактор археологічних періодичних видань «Przegląd Archeologiczny» та «Z otchłani wieków», а також книжкової серії «Археологічна бібліотека». Ініціатор багатьох археологічних досліджень на території Польщі, зокрема Біскупинського городища в торфовищі на Біскупінському озері поблизу м. Гнєзно, де було розкопане відоме відтоді у всьому світі стародавнє праслов'янське оборонне поселення епохи заліза (700—400 рр. до н. е.). Засновник Польської археологічної школи. Написав понад 700 наукових праць, у яких, зокрема, доводить автохтонність слов'ян у межиріччях Вісли, Одри і Лаби (верхньої течії р. Ельба, в Чехії), обґрунтовує праслов'янськість періоду лужицької культури на більшій частині території Польщі від епохи бронзи до епохи заліза. Результати своїх археологічних досліджень узагальнив у монографії «Прапольська культура» та низці інших праць.
Помер у м. Познань (Польща).